# Capitania-Geral de Cuba
A Capitania-Geral de Cuba (em espanhol: Capitanía General de Cuba) foi uma entidade política integrante do Império espanhol, criada em 1607 e que perdurou até 1898-
Anteriormente, a ilha e suas províncias, conformavam ao governo de Cuba que era uma dependência da Capitania-Geral de São Domingos desde 1535. Posteriormente recebeu maior autonomia desde 1764 como fruto das reformas borbônicas realizadas no Vice-Reino da Nova Espanha pelo Conde de Floridablanca, que orientou a política externa de Carlos III para um reforço da posição espanhola em relação ao Reino Unido, especialmente nas Caraíbas. 
O governo de Cuba e a sucessora capitania geral homônima compreenderam, além da ilha de Cuba, Jamaica até 1655, a província de La Florida desde 1567 e a Luisiana espanhola desde 1763. 
A administração cubana esteve dominada desde então por capitães generais, militares oficiosos em sua maior parte. Alguns deles viram recompensada sua atuação sendo depois elevados a vice-reis da Nova Espanha
Desde 1825, o capitão-geral de Cuba foi dotado com amplas atribuições nos ramos de governo, justiça e finanças, além de continuar a ser a máxima autoridade militar. E a partir da segunda metade do século XIX, foi também seu governador-geral ao ter perdido as colônias continentais na América.

## História

### Antecedentes
Diego Velázquez de Cuéllar, tenente do vice-rei Diego Colombo, começou a conquista de Cuba em 1511, assumindo como primeiro governador de Cuba e mantendo-se no cargo até 1524. Nossa Senhora da Assunção de Baracoa foi fundada em 1511,San Salvador de Bayamo em 1513, Sancti Spíritus e San Cristóbal de Havana em 1514, Santa Maria del Puerto Príncipe (Camagüey) e Santiago de Cuba em 1515.
Desde o século XVI, a província de Cuba esteve sob o comando do governador e capitão à guerra de Santiago, dependente da Real Audiência de Santo Domingo. Essa audiência autorizou, em 26 de julho de 1553, que o governador residisse em Havana. Em 1567 o governador de Cuba e adiantado de La Florida, almirante Pedro Menéndez de Avilés, submeteu definitivamente os indígenas e anexou a península de La Florida ao governo de Cuba.
Em 1579 foi adicionado ao cargo de governador de Cuba o de capitão geral ao ser nomeado governador o capitão Gabriel de Luján, que assumiu em 1581. No governo seguiu sujeito o governador ao vice-rei da Nova Espanha, no que se refere à marinha dependia dos generais das frotas que se apostavam no porto, e no judiciário dependia da Audiencia Real de São Domingos.